# 豊臣百丸
豊臣 百丸（とよとみ の ひゃくまる／とよとみ ひゃくまる）は、安土桃山時代の公達。豊臣氏の2代関白豊臣秀次の次男。母は尾張国星崎城主山口少雲の娘で、『武功夜話』によると秀次宿老前野長康の養女になったともいう、於辰の方。

## 生涯
文禄元年（1592年）、豊臣秀次の次男として誕生。
文禄4年（1595年）8月2日、秀次の一族が処刑された際、他の秀次の妻子とともに三条河原で処刑された。
浄土宗慈舟山瑞泉寺にある秀次公一族の法名を記した名簿によると、享年4で、戒名は無上院殿誓道大童子。日蓮宗（本圀寺の末寺である）瑞龍寺の過去帳によると道喜。